# Amilo
Amilo (en griego, Ἄμιλος) fue una antigua ciudad griega situada en Arcadia.
Pausanias dice que estaba cerca de Orcómeno, a siete estadios de las fuentes Teneas, cerca de una bifurcación donde dos caminos se  dirigían uno a Estínfalo y el otro a Feneo. 